# Jorge de Villalonga
Jorge de Villalonga, secondo conte della Cueva (La Cueva, 1664 – ...), è stato un avvocato e generale spagnolo primo viceré della Nuova Granada tra il 25 novembre 1719 ed l'11 maggio 1724.

## Biografia
Villalonga fu un cavaliere del Sovrano Militare Ordine di Malta. All'interno dell'esercito raggiunse il grado di tenente generale. Fu membro del consiglio di guerra e avvocato del Regno di Maiorca. A Madrid sposò la propria nipote Catalina María de Villalonga y de Velasco, figlia del fratello Francisco. Nel 1708 fu incaricato della gestione del porto e del presidio di Callao, in Perù.
Il 15 dicembre 1718, mentre guidava l'esercito in Perù, venne a sapere di essere stato nominato primo viceré ufficiale del neonato Vicereame della Nuova Granada. La nuova colonia comprendeva gli attuali Stati di Venezuela, Colombia, Panama ed Ecuador. Fino al 27 maggio 1717 questo territorio aveva fatto parte del Vicereame del Perù.
Villalonga compì un lungo viaggio via terra per assumere l'incarico, fermandosi a Quito ed a Popayán. Il 17 dicembre 1718 fece grande impressione sugli abitanti di Santa Fe de Bogotà per la pompa magna della sua entrata nella capitale. Il suo stile di vita fu continuamente in contrasto con la povertà sofferta dalla maggior parte della popolazione cittadina.
Il viceré aveva precisi ordini riguardo alla pulizia di disordine e corruzione degli ufficiali della colonia. Nel 1722 accusò il ragioniere Domingo de Mena. Nonostante questo, la sua amministrazione viene ricordata per l'arbitrarietà e la corruzione. Le istruzioni ricevute da Villalonga citavano anche la necessità di bloccare la produzione industriale di vino e tessuti della regione, in modo da proteggere le industrie spagnole dalla competizione. Nel novembre del 1720 le forze spagnole attaccarono l'insediamento olandese di Tucacas, sulle coste dell'attuale Venezuela. Si trattava di un centro di contrabbando. Fu in buona parte distrutto dagli spagnoli, compresa una sinagoga.
Nel 1721, in seguito ad ordini ricevuti dal gabinetto di Madrid, Villalonga espulse tutti gli stranieri, sia residenti che abitanti temporanei, compresi gli uomini sposati con donne nate all'interno della colonia. Prese il controllo diretto della tesoreria. Migliorò il registro civile e collaborò alla fondazione del collegio gesuita di Santa Fe de Antioquia.
Il viceré Villalonga inviò numerose raccomandazioni alla corona chiedendo di abolire il vicereame riunendo il territorio a quello del Perù, per motivi economici. Aveva capito che la colonia era troppo povera per sostenere i costi di un vicereame, ospitando pochi spagnoli e molti indigeni. Nel settembre del 1723, dopo tre anni di amministrazione di Villalonga, re Filippo V approvò la richiesta. La riunificazione ebbe luogo l'11 maggio 1724. Villalonga lasciò Bogotá il 31 maggio dello stesso anno. Le due colonie rimasero unite fino al 1740, quando il Vicereame della Nuova Granada fu ricreato, e questa volta in modo permanente.